# Alonso Anguciana de Gamboa
Alonso Anguciana de Gamboa (Brihuega, España, mediados del siglo XVI - provincia de Nicaragua, finales del siglo XVI) fue conquistador de Costa Rica, en donde pasó a ocupar el cargo de gobernador interino desde 1574 hasta 1577.

## Biografía

### Datos familiares
Fue hijo de Francisco Javier Gamboa y de Catalina Anguciana. Casó en primeras nupcias con Catalina de Ribera y en segundas con Inés Cerrato y Contreras, sobrina de Alonso López Cerrato, presidente de la Real Audiencia de los Confines de 1548 a 1555.
Tuvo un hermano llamado Francisco de Gamboa, que se trasladó de España a América a vivir con él en 1575.

### Actividad como conquistador
Se radicó en la ciudad de Granada (Nicaragua). Llegó a Costa Rica en 1560, con la expedición de fray Juan de Estrada Rávago y Añez a la costa caribeña. Fue alcalde ordinario de la ciudad del Castillo de Garcimuñoz en 1564.
Acompañó a Juan Vázquez de Coronado en varios de sus recorridos, y por encargo suyo trazó la planta y dirigió la construcción de la ciudad de Cartago, en la confluencia de los ríos Purires y Coris. Fue el primer alcalde ordinario de Cartago, cuya defensa dirigió ante un ataque indígena. Posteriormente regresó a Granada de Nicaragua.

## Gobernador interino de Costa Rica
El 10 de octubre de 1573 Pedro de Villalobos y Felipe, presidente de la Real Audiencia de Guatemala, lo nombró gobernador interino de Costa Rica, por haber renunciado Pero Afán de Ribera y Gómez, goberandor titular Nueva Cartago y Costa Rica, aunque recién ocupara posesión del cargo a principios de 1574.
En sus primeros meses al frente del gobierno logró el sometimiento del rey huetar Correque, al cual otorgó la encomienda de Tucurrique, y del rey huetar Garabito, que fue ubicado con sus súbditos en el pueblo de Santa Catalina de Garabito. Ambos soberanos indígenas se bautizaron. Ese mismo año fundó en las cercanías de la costa del Pacífico la efímera ciudad del Espíritu Santo (1574), para lo cual despobló la de Aranjuez fundada por Afán de Ribera, y trasladó la ciudad de Cartago del sitio de Matarredonda, en la confluencia de los ríos Tiribí y Damas, a su actual asiento en el Valle del Guarco.
Más tarde exploró la cuenca del río Suerre, en cuya desembocadura fundó en 1577 una villa con el nombre del Castillo de Austria, en recuerdo de la erigida en el mismo sitio por Estrada Rávago, pero la nueva población tuvo una vida tan efímera como su predecesora.
Anuló las adjudicaciones de encomiendas realizadas por Afán de Ribera y efectuó nuevas distribuciones, sin contar con facultades legales para ello. Su proceder autoritario y la falta de tacto político le granjearon la enemistad de vecinos influyentes en Cartago. Además, mantuvo serios conflictos con los franciscanos, a quienes mandó encarcelar cuando intentaron abandonar la provincia.

### Sucesión del cargo y fallecimiento
El 11 de febrero de 1577 entregó el mando de la provincia al nuevo gobernador titular nombrado por Felipe II, Diego de Artieda Chirino y Uclés, al que sustituyó interinamente en 1577 durante un breve período, en calidad de teniente de gobernador. Posteriormente regresó a la provincia de Nicaragua, donde murió.
Aparece citado en varios textos con el nombre de Alonso Anguiciana de Gamboa.